# Iyad Allawi
Dr. Iyad Allawi  (Bagdad, 1945) is een Iraaks politicus. Tussen juni 2004 en maart 2005 was hij de premier van Irak. Samen met Osama al-Nujaifi en Nouri al-Maliki bekleedt Allawi sinds 2014 het vicepresidentschap van Irak, aanvankelijk onder president Fuad Masum en sinds oktober 2018 onder president Barham Salih.

## Biografie
Allawi is geboren in 1945 in een bekende Iraakse sjiitische familie. Zijn grootvader was betrokken bij de onderhandelingen over de onafhankelijkheid van Irak van het Verenigd Koninkrijk en zijn vader was parlementslid. In de jaren 1960 studeerde hij geneeskunde in Bagdad, waar hij ook Saddam Hoessein leerde kennen. 
Allawi heeft een opleiding als neuroloog, die hij onder andere in Groot-Brittannië heeft gedaan.  

### Begin politieke carrière
Begin 1963 werd Allawi actief binnen de Ba'ath-partij. Allawi vluchtte naar het Verenigd Koninkrijk in 1971 toen zijn relatie met het regime sterk verslechterde. 
In 1978, toen Allawi in Surrey woonde, is een aanslag op zijn leven gepleegd. Een indringer kwam zijn huis binnen terwijl hij lag te slapen en hakte met een bijl op hem in. De inbreker vluchtte en dacht dat Allawi dood was. In werkelijkheid overleefde Allawi de aanslag. Wel had hij een jaar nodig om te herstellen in het ziekenhuis. Het wordt aangenomen dat de aanslag georganiseerd was door Saddam Hoessein, toen vicepresident van Irak. 

### Iraaks Nationaal Akkoord
In 1993 begon Allawi het Iraaks Nationaal Akkoord, een groep die voornamelijk bestond uit gevluchte militairen. Doel van de groep was de (gewapende) omverwerping van Saddam Hoessein. 
Allawi heeft veelvuldig contact gehad met de CIA, vaak op zijn eigen verzoek.

### Politieke carrière
Allawi werd na de val van Saddam benoemd in de Iraakse Regeringsraad. In oktober 2003 was hij de (roterende) voorzitter van de Raad. Hij verzette zich daar heftig tegen de zuivering van het bestuursapparaat van Ba'athisten en tegen de ontmanteling van het leger.
Op 28 mei 2004 werd hij verkozen als interim premier van Irak per 30 juni 2004. Hij trad echter al twee dagen eerder aan, op 28 juni 2004. Hij bleef premier tot de verkiezingen van 2005. Als een gematigde sjiitische moslim speelde hij een belangrijke rol naast de soennitische president Ghazi al-Yawar.

### Na het premierschap
Nadat Allawi's partij niet de grootste werd bij de verkiezingen van 2005, werd het duidelijk dat hij weg zou gaan. Op 8 april 2005 werd hij opgevolgd door Ibrahim Jaafari.
Voor de parlementsverkiezingen in december 2005 smeedde Allawi een brede alliantie van seculiere soennitische en sjiitische alsook communistische groepen, onder de naam Iraakse Nationale Lijst (INL). De hoge verwachtingen ten spijt, won deze lijst 25 zetels in het parlement, een verlies van 15. De INL nam deel aan een coalitieregering die geleid werd door premier Nouri al-Maliki, maar Allawi nam geen ministerspost aan in diens kabinet. In 2007 kwam het tot een boycot van de regering door de INL.
In de aanloop naar de verkiezingen van 7 maart 2010 vormde Allawi opnieuw een religieus/etnisch gemengde politieke alliantie, onder de naam Iraakse Nationale Beweging, of Iraqiya. Bijna drie weken na deze verkiezingen, op 26 maart, maakte de Kiescommissie de uitslag bekend: Iraqiya was met 91 zetels de nipte winnaar, boven de lijst Rechtsstaat van zittend premier Al-Maliki, die 89 zetels won. Waarnemers van de Verenigde Naties en de Verenigde Staten zeiden dat de verkiezingsuitslag geloofwaardig was. Al-Maliki accepteerde de uitslag echter niet en kondigde juridische stappen aan.
Op 8 september 2014 werd Allawi door premier Haider al-Abadi benoemd tot een van de drie vicepresidenten van Irak.
- Gemeinsame Normdatei: 1179486323
- International Standard Name Identifier: 0000 0005 0009 3136
- Library of Congress Control Number: no2019025551
- Nationale Bibliotheek van Israël: 987007415829205171
- Virtual International Authority File: 1142155191920282440005
- WorldCat: E39PCjKTgR43rGgvd8PtcKbG9C